# روینیک
روینیک (به صربی: Rujnik) یک منطقهٔ مسکونی در صربستان است که در نیش واقع شده‌است.